# Allospondias
Allospondias is een geslacht uit de pruikenboomfamilie (Anacardiaceae). De soorten uit het geslacht komen voor van in Zuid-China tot op het Maleisisch schiereiland.

## Soorten
- Allospondias lakonensis (Pierre) Stapf
- Allospondias laxiflora (Kurz) Lace

... · 
Anacardium · 
Bouea · 
Buchanania · 
Cotinus · 
Mangifera · 
Pistacia (Pistache) · 
Protorhus · 
Rhus · 
Schinus · 
Sclerocarya · 
Sorindeia · 
Spondias · 
Toxicodendron · 
...